# Grand Prix Jef Scherens 1996
La 30e édition du Grand Prix Jef Scherens a eu lieu le 1er septembre 1996. Elle a été remportée par le Néerlandais Jans Koerts.

## Classement final
Jans Koerts remporte la course en parcourant les 185 km en 4 h 12 min 0 s à la vitesse moyenne de 44,047 km/h ; 152 coureurs ont pris le départ.
| Classement final | Classement final      | Classement final | Classement final        | Classement final  |
|                  | Coureur               | Pays             | Équipe                  | Temps             |
| ---------------- | --------------------- | ---------------- | ----------------------- | ----------------- |
| 1er              | Jans Koerts           | Pays-Bas         | Palmans-Boghemans       | en 4 h 12 min 0 s |
| 2e               | Andrzej Sypytkowski   | Pologne          | Mróz                    |                   |
| 3e               | Wim Omloop            | Belgique         | Collstrop-Lystex-Merckx |                   |
| 4e               | Henk Vogels           | Australie        | Rabobank                |                   |
| 5e               | Andreas Klier         | Allemagne        | Nurnberger              |                   |
| 6e               | Jan Boven             | Pays-Bas         | Rabobank                |                   |
| 7e               | Jacek Mickiewicz      | Pologne          | Mróz                    |                   |
| 8e               | Niko Eeckhout         | Belgique         | Collstrop-Lystex-Merckx |                   |
| 9e               | Johan Capiot          | Belgique         | Collstrop-Lystex-Merckx |                   |
| 10e              | Steven Van Malderghem | Belgique         |                         |                   |
| modifier         |                       |                  |                         |                   |